# تشارلز كولمان (منتج أسطوانات)
تشارلز كولمان (بالإنجليزية: Charles Coleman)‏ هو منتج أسطوانات وكاتب أغاني أمريكي، ولد في 1977.